# ストックホルム・コンサートホール
ストックホルム・コンサートホール（Konserthuset）は、スウェーデンのストックホルムにあるコンサートホール。ロイヤル・ストックホルム・フィルハーモニー管弦楽団の本拠地である。1926年落成。1776席収容。
毎年12月10日に挙行されるノーベル賞（平和賞を除く）授賞式が同所で開催される。

## 注
1. ↑  http://www.konserthuset.se/docs/Prislista_Storasalen1.pdf